# Stearinsäure-2-hydroxyethylester
Stearinsäure-2-hydroxyethylester ist eine chemische Verbindung aus der Gruppe der Stearate.

## Gewinnung und Darstellung
Stearinsäure-2-hydroxyethylester kann durch kann auch durch Veresterung von Stearinsäure mit Ethylenglycol oder durch deren enzymatische Veresterung gewonnen werden.

## Eigenschaften
Stearinsäure-2-hydroxyethylester ist ein weißer bis gelblicher wachsartiger Feststoff, der praktisch unlöslich in Wasser und n-Hexan ist.

## Verwendung
Stearinsäure-2-hydroxyethylester wird als Surfactant und Emolliens (zum Beispiel in Kosmetika) verwendet.